# Winfred Gaul
Winfred Gaul (* 9. Juli 1928 in Düsseldorf; † 3. Dezember 2003 in Düsseldorf-Kaiserswerth; eigentlich Winfried Gaul) war ein deutscher Künstler des Informel und der analytischen Malerei.

## Leben
Geboren in Düsseldorf, verbrachte Gaul wegen der Versetzung seines Vaters als Lehrer nach Ostpreußen dort von 1931 bis 1944 seine Kindheit und Jugend. Noch kurz vor Kriegsende wurde er 1944 als 16-Jähriger als Soldat an die Ostfront eingezogen.
Nach seinem Abitur 1948 in Düsseldorf begann Gaul eine Bildhauerlehre. Von 1949 bis 1950 studierte er Kunstgeschichte und Germanistik an der Universität Köln. Von 1950 bis 1953 studierte er an der Staatlichen Akademie der Bildenden Künste in Stuttgart bei Willi Baumeister und Manfred Henninger. Es folgte ein Aufenthalt in Paris, bei dem er den deutschen Emigranten und Galeristen Jean-Pierre Wilhelm und den Kunstkritiker Pierre Restany kennenlernte. Ein Schlüsselerlebnis wurde für ihn die Begegnung mit Werken von William Turner in der Tate Gallery in London in der Anfangszeit seiner Malerei.
1955 richtete er in Düsseldorf-Kaiserswerth sein Atelier ein und schloss sich der Gruppe 53 an, einem Kreis von Künstlern des Informel, mit denen er gemeinsam im In- und Ausland ausstellte. 1961 lebte und arbeitete er mehrere Monate in Rom, 1962 folgte auf Einladung des Kunstkritikers Clement Greenberg ein viermonatiger Aufenthalt in New York mit einer Einzelausstellung in der Galerie Robert Elkon. Zwischen 1956 und 1985 nahm Winfred Gaul als Mitglied des Deutschen Künstlerbundes an insgesamt sechzehn DKB-Jahresausstellungen teil. 1958 erhielt er den Preis des Kulturkreises im Bundesverband der Deutschen Industrie und 1964 den Villa-Romana-Preis für Malerei. 1964/65 lehrte er an der Bremer Staatlichen Kunstschule und 1965/66 als Visiting Lecturer an der Bath Academy und am Regional College of Arts in Hull. 1984 ernannte ihn der Minister für Wissenschaft und Forschung des Landes NRW zum Professor h.c. 1994 wurde er mit dem Lovis-Corinth-Preis ausgezeichnet.
Gaul war mit der Künstlerin Annah (d. i. Barbara Gaul) verheiratet und lebte mit ihr in Ligurien, Antwerpen und Kaiserswerth. Er ist auf dem Friedhof in Düsseldorf-Kalkum beigesetzt.

## Werk
Dank Gauls „lebenslangem Experimentieren mit den Mitteln der Form und Farben“ lassen sich in seinem Schaffen mehrere Phasen unterscheiden. Bereits in der Phase seiner frühen informellen Arbeiten (1955–59) entstanden die skripturalen „Poèmes Visibles“ (gemalte Gedichte) und „Farbmanuskripte“ (1956–60). Diesen folgte die Phase der „Wischbilder“ und „weißen Bilder“ (1959–61). Ab 1963 entstanden die plakativen „Signale & Verkehrszeichen“ sowie seine Hard-Edge-Arbeiten, bevor er sich in den 1970er Jahren der „analytischen Malerei“ mit der Werkgruppe „Markierungen“ und wiederum später der Serie „Recycling“ (ab 1981) zuwandte. Auch mehrteilige Bilder (Dyptichen und Tryptichen) sowie Bilder „ohne rechten Winkel“ gehörten zu seinem Repertoire.
Mit seinen Verkehrszeichen und Signalbildern beschäftigte sich Gaul ein ganzes Jahrzehnt lang. Die elementaren Formen – Kreis, Dreieck, Viereck – erlaubten ihm zugleich eine Mehrfarbigkeit, welche die Wischbilder ausschlossen. Sie führten Gaul auch zu einer zeitweiligen Abkehr vom rechteckigen Tafelbild, zu der mit dem Namen „shaped canvas“ bezeichneten Werkgruppe. „Trotz einer Bestätigung durch die späteren Pop-Artefakte, sind Gauls Signale nicht, wie im Pop, Realitätszitate, sondern erdachte, synthetisch hergestellte artifizielle Gebilde“. Dass einige seiner Arbeiten aus dieser Serie in einer jüngeren Ausstellung in der Frankfurter Schirn unter dem Rubrum German Pop ausgestellt wurden, dürfte auf einem Missverständnis beruhen. Schließlich verstand Gaul diese Werkgruppe ganz anders: „Während Pop Art und Happening sich damit begnügen, Wirklichkeit zu imitieren, reale Situationen zu spiegeln und dabei durch ihre konformistische Verherrlichung der Konsumgesellschaft enttäuschen, stoße ich in die von Kunst entleerten Landschaften der großen Städte vor. Meine Verkehrszeichen sind die Hieroglyphen einer neuen Großstadtkunst. Sie usurpieren die Banalität des Jargons ihrer Vorbilder, um daraus eine neue Sprache mit einer neuen, frischen und unverbrauchten Schönheit zu formen.“ In einem mit Hans-Peter Alvermann herausgegebenen Manifest von 1963 heißt es, dass ihre "QUIBBKunst […] keine deutsche Version von Pop-Art" sei. Gleichwohl wird Gaul immer wieder zu den deutschen Pop-Art-Künstlern gezählt, zuletzt 2016 in der Stuttgarter Ausstellung der Galerie Schlichtenmaier: Winfred Gaul. Werke der Pop Art.
Seine erste bedeutende Einzelausstellung fand 1957 in der auf das Informel spezialisierte, von Jean-Pierre Wilhelm und Manfred de la Motte geführten Düsseldorfer Galerie 22 statt. 1957 erfolgte auch der erste Museumsankauf. Die Kunsthalle Mannheim kaufte aus der von ihr kuratierten Ausstellung „Eine neue Richtung in der Malerei“ Gauls Bild „Pracht der Zerstörung“.
Es folgten zahlreiche Einzel- und Gruppenausstellungen in Galerien und Museen des In- und Auslands. Hervorzuheben sind von diesen die documenta II 1959 und die documenta 6 1977 in Kassel, auf denen Gaul 1959 mit drei informellen Bildern, 1977 mit Arbeiten aus der Serie „Farbmarkierungen“ vertreten war.
Das Museum am Ostwall, Dortmund, veranstaltete zwei Jahre nach seinem Tod, vom 3. Juli bis 2. Oktober 2005, eine große Retrospektive seiner Werke von 1958 bis 2003. In der großen repräsentativen Ausstellung Le grand geste! Informel und abstrakter Expressionismus 1946-1964, die das Museum Kunstpalast (in der damaligen Schreibweise: museum kunst palast) 2010 in Düsseldorf präsentierte, war Gaul mit mehreren informellen Bildern vertreten. Im Museum Küppersmühle ist nach der Erweiterung seiner Ausstellungsfläche, neben einer Mehrzahl von deutschen informellen Malern, auch Gaul mit mehreren Werken in einem separaten Kabinett vertreten.
Viele seiner Veröffentlichungen und Ausstellungskataloge enthalten Aufzeichnungen und Notate zur künstlerischen Erfahrung und Selbstreflexion, die neben dem malerischen auch Gauls schriftstellerisches Talent erkennen lassen. Als pictor doctus (gelehrter Maler) haben ihn Kunsthistoriker wie Karl Ruhrberg und Beat Wismer bezeichnet.

„Die Anfänge des Informel standen ganz im Zeichen von Revolte und Anarchie. Wir rebellierten gegen den Versuch, die alte Ordnung wieder zu etablieren, die sich als unfähig erwiesen hatte, die Menschheit gegen den Braunen Terror zu schützen. Als Maler protestierten wir in der Sprache der Malerei: gegen die Komposition, gegen die Zeichnung, gegen die Figur, gegen das Abbild, gegen das Gewohnte und Tradierte.“

„Malerei ist die Reflexion des Malers über die Möglichkeit Malerei zu machen.“

## Einzelausstellungen (Auswahl)
- 1956: Galerie Gurlitt, München (1. Einzelausstellung)
- 1957: Galerie 22, Düsseldorf
- 1962: Galeria L'Attico, Rom (Katalog)
- 1962: Robert Elkon Gallery, New York
- 1963: Galerie Müller, Stuttgart: Verkehrszeichen und Signale (Katalog)
- 1964: Städtisches Museum Wiesbaden: Verkehrszeichen und Signale
- 1966: Institute of Contemporary Arts, London: Traffic Signs and Signals
- 1966: Städtische Kunsthalle Mannheim
- 1967: Galerie Räber, Luzern (Katalog)
- 1967: Karl-Ernst-Osthaus-Museum, Hagen (Katalog)
- 1967: Palais des Beaux-Arts, Brüssel: Gaul - Signaux - Signalen (Katalog)
- 1968: Zentrum für aktuelle Kunst, Aachen: Gegenverkehr (Katalog)
- 1970: Overbeck-Gesellschaft, Lübeck:  Konstruktionen - Zeichen - Signale (Katalog)
- 1972: Städtische Galerie Nordhorn: Bilder und Signale in den Straßen von Nordhorn (Katalog)
- 1973: Westfälischer Kunstverein, Münster / Städtische Kunstsammlungen, Ludwigshafen / Museum Ulm / Kunsthalle Bielefeld: Winfred Gaul - 20 Jahre Malerei (Retrospektive 1953-1973) (Katalog)
- 1975: Lehmbruck-Museum, Duisburg: Malerei 1959-61/1974-1975 (Katalog)
- 1979: Kunstverein Heidelberg: Die komplette Druckgraphik (Katalog)
- 1982 Pinacoteca von Macerata: Retrospektive der Handzeichnungen (1955–1982) (Katalog)
- 1987 Galleria Peccolo, Livorno: Winfred Gaul oder der Beginn der Analytischen Malerei. Werke aus den Jahren 1953-1961 (Katalog)
- 1988/89: Museum Morsbroich, Leverkusen / Städtische Galerie Lüdenscheid / Kunstmuseum Gelsenkirchen / Oldenburger Kunstverein / Kunsthalle zu Kiel / Ulmer Museum, Ulm: Arbeiten auf Papier 1955-1987 (Katalog)
- 1997: Märkisches Museum, Bremen / Städtische Galerie, Witten: Winfred Gaul - Das Frühwerk 1953-1961 (Katalog)
- 1998: Von der Heydt-Museum, Wuppertal: Ohne rechten Winkel (Katalog)
- 2001: Museum am Ostwall, Dortmund: Malerei der 50er Jahre
- 2012: Galerie Schlichtenmaier, Stuttgart: Frühe Arbeiten: Informel und Signale (Katalog)
- 2013: Galerie Michael Hasenclever, München: Markierungen 1971/78
- 2013: Galleria Peccolo, Livorno / Galleria Anna D'Ascanio, Rom: Winfred Gaul: due anni a Roma - opere 1959-1962 (Katalog)
- 2014: Museum Kunstpalast, Düsseldorf: Winfred Gaul. Gemälde, Druckgraphiken, illustrierte Bücher aus der Sammlung Kemp (Katalog)
- 2015: Galerie Michael Hasenclever, München: Rechts und Links von 0
- 2016: Galerie Schlichtenmaier, Stuttgart: Werke der Pop Art (Katalog)
- 2017: Galerie Franz Swetec, Düsseldorf: Winfred Gaul
- 2018: Galerie Schlichtenmaier, Stuttgart: Winfred Gaul zum 90. Geburtstag. Malerei als offenes System
- 2018: elten & elten Galerie Zürich: Winfred Gaul - Malerei
- 2018/19: Galerie Ludorff, Düsseldorf: Winfred Gaul zum 90. (Katalog)
- 2023: VENEZIA Galleria ArteNetWork Orler: Winfred Gaul. ‚Con Amore‘ e ‚Dialogo con Monet‘. 16. Juni bis 16. Juli 2023

## Gruppenausstellungen (Auswahl)
- 1955: Württembergischer Kunstverein Stuttgart: Junge Künstler stellen aus (Katalog)
- 1956: Städtische Kunsthalle, Düsseldorf: Gruppe 53 (Katalog)
- 1956: Suermondt-Ludwig-Museum, Aachen: Ausstellung Gemeinschaft junger europäischer Künstler
- 1957: Galerie 22, Düsseldorf: Schultze, Götz, Dahmen, Gaul, Jenkins, Hoehme, Schumacher, Kreutz
- 1957: Städtische Kunsthalle, Mannheim: Eine neue Richtung in der Malerei (Katalog)
- 1958: Kunsthalle Recklinghausen: 10 Jahre „Junger Westen“ (Katalog)
- 1959: Institute of Contemporary Arts, London: Present Day German Paintings (Katalog)
- 1970: Museum Oud-Hospitaal Aalst Belgiën: Art and Idea, curator Roger D'Hondt (Plakat)
- 1996: Städtische Galerie Bremen: Aufbruch einer Szene, 1963–1967 (Katalog)
- 1996: Kunsthalle Recklinghausen: Kunst des Westens. Deutsche Kunst 1945–1960 (Katalog)
- 1997: Museum am Ostwall, Dortmund: Kunst des Informel (Katalog)
- 1998: Museum Schloß Morsbroich, Leberkusen: Die Informellen von Pollock bis Schumacher (Katalog)
- 2000: Studiengalerie Busse, Worpswede: Deutsche Kunst der letzten fünfzig Jahre
- 2003: Museum Ratingen: Gruppe 53 (Katalog)
- 2014: Schirn Kunsthalle Frankfurt: German POP (Katalog)
- 2015–2016: Gallery Setareh, Düsseldorf: Constructive Colour
- 2017: Galerie Ludorff, Düsseldorf: Cutting Edge - Josef Albers, Winfred Gaul, Imi Knoebel
- 2022: Museum Barberini, Potsdam: Die Form der Freiheit. Internationale Abstraktion nach 1945

## Schriften, Ausstellungskataloge, Werkverzeichnis
- Rolf Lauter: Winfred Gaul o l‘inizio della Pittura Analitica. Opere degli anni 1953-1961 / Winfred Gaul oder der Beginn der analytischen Malerei ; Werke aus den Jahren 1953-1961 und Interview mit Winfred Gaul in Düsseldorf-Kaiserswerth am 19.7.1986 / Intervista con Winfred Gaul a Düsseldorf-Kaiserswerth 19.7.1986, Galleria Peccolo, Livorno 1987.
- Winfred Gaul: Picasso und die Beatles. Verlag bei Quensen, Lamspringe 1987.
- Winfred Gaul: Notizen und Bilder. Eremiten-Presse, Düsseldorf 1989.
- Winfred Gaul: Die Malerei ist eine eifersüchtige Geliebte. Eremiten-Presse, Düsseldorf 1992.
- Winfred Gaul: Das Frühwerk. DruckVerlag Kettler, Bönen/Westfalen 1997.
- Winfred Gaul: Ohne rechten Winkel. Malerei 1964–1989. Von der Heydt Museum, Wuppertal 1998.
- Winfred Gaul: Recycling 1981–1997. DruckVerlag Kettler, Bönen/Westfalen 1999.
- Winfred Gaul: Nachts im Atelier allein. Malerei auf Papier. 50 Arbeiten. Mit Notaten des Künstlers. Radius-Verlag, Stuttgart 2001.
- Geplante Malerei (Ausstellungskatalog). Westfälischer Kunstverein, Münster 1974.
- Siegfried Gnichwitz (Hrsg.): Winfred Gaul. Unterwegs zum Bild. Fragmente, Skizzen, Experimente. Kettler Kunst, Bönen/Westfalen 2003.
- Angela Madesari: Winfred Gaul. Die Linie. Ausstellungskatalog der Galleria Bianconi, Milano 2011.
- Manfred de la Motte (Hrsg.): Winfred Gaul. Arbeiten 1953–1961. Galerie Hennemann, Bonn 1979.
- Kurt Wettengl (Hrsg.): Winfred Gaul. In Bildern denken. Malerei von 1958 bis 2003. Mit Beiträgen von Lothar Romain und Jürgen Weichardt. Museum am Ostwall, Dortmund 2005.
- Lothar Romain: Winfred Gaul. Werkverzeichnis Band I: 1949–61, Band II: 1962–83. Düsseldorf 1991 und 1993.
- Galerie Schlichtenmaier: Winfred Gaul: Frühe Arbeiten: Informell und Signale. Edition Schlichtenmaier, Grafenau 2012.
- Winfred Gaul. Con amore / Dialogo con Monet, Ausstellungskatalog (zweisprachig). Venezia: 16. Juni bis 16. Juli 2023.